# KkStB-Tenderreihe 52
Die kkStB-Tenderreihe 52 war eine Schlepptenderreihe der kkStB, deren Tender ursprünglich von der Österreichischen Nordwestbahn (ÖNWB) stammten.
Die ÖNWB beschaffte diese Tender für ihre Lokomotiven der Reihe XVIb im Jahre 1901.
Sie wurden von der Lokomotivfabrik der StEG geliefert.
Nach der Verstaatlichung der ÖNWB reihte die kkStB diese Tender als Reihe 52 ein und kuppelte sie weiterhin nur mit den angestammten Lokomotiven der ehemaligen Nordwestbahn.